# Ребекка Ньянденг де Мабиор
Ребекка Нянденг де Мабиор (англ. Rebecca Nyandeng De Mabior; род. 15 июля 1956, Бор) — политик из Южного Судана. Она была одним из вице-президентов Южного Судана в правительстве национального единства с февраля 2020 года. Она работала министром дорог и транспорта автономного правительства Южного Судана и советником президента Южного Судана по гендерным вопросам и правам человека с 2007 по 2014 год. Она вдова доктора Джона Гаранга де Мабиора, покойного первого вице-президента Судана и председателя правительства Южного Судана, и мать Акуола де Мабиора. Ребекка родом из племени динка Восточного округа Твик Южного Судана.

## Ранние годы
Родилась 15 июля 1956 года в городе Бор. В 1986 году ездила на Кубу для прохождения военной подготовки.

## Роль в правительстве Южного Судана
После смерти доктора Джона Гаранга его посты занял генерал Сальва Киир, который стал первым вице-президентом Судана, председателем правительства Южного Судана и главнокомандующим НОДС/А. Генерал Киир назначил Ребекку Ньнденг министром дорог и транспорта правительства Южного Судана.
Она продолжала активно выступать за выполнение Всеобъемлющего мирного соглашения, подписанного д-ром Джоном Гарангом перед его смертью 30 июля 2005 года. Ребекка продолжала поддерживать осуществление мирного процесса до обретения Югом независимости 9 июля 2011 года. В том же году, когда умер её муж, Ребекка посетила Соединённые Штаты Америки и встретилась с президентом Джорджем Бушем-младшим. Она выразила признательность за участие Америки в мирных процессах в Южном Судане. В 2009 году президент Обама вместе с госсекретарём Клинтон и послом Райс продолжил усилия по обеспечению выполнения мирного соглашения в Судане.
Мадам Ребекка также дала интервью NPR. Она говорила о своей приверженности освобождению Южного Судана, а также об уважении к необходимости в создании единого Судана в соответствии с Видением Нового Судана, созданным доктором Джоном Гарангом в 1983 году. Она посетила Колледж Гриннелл и Государственный университет Айовы, где её покойный муж закончил своё образование до того как в 1983 году в Судане разразилась Вторая гражданская война. У покойного доктора Джона Гаранга и его жены Ребекки шестеро детей, все они активные сторонники мира и стабильности в новой Республике Южный Судан.
По сообщению «Судан Трибьюн», Нянденг встретилась с президентом Южного Судана Сальвой Киир Маярдит 22 декабря 2013 года, чтобы обсудить вопросы безопасности после политического кризиса в Южном Судане 2013 года.